# Марко Джокович
Марко Джокович (нар. 20 серпня 1991) — колишній сербський тенісист.
Найвищу одиночну позицію світового рейтингу — 571 місце досяг 14 січня 2019, парну — 323 місце — 18 березня 2019 року.
Завершив кар'єру 2019 року.

## Загальна статистика

### Фінали челленджерів і ф'ючерсів

#### Одиночний розряд 2 (1–1)
| Легенда           |
| ----------------- |
| Челленджери (0–0) |
| Ф'ючерси (1–1)    |

| Результат | #  | Дата           | Турнір               | Покриття | Суперник            | Рахунок  |
| --------- | -- | -------------- | -------------------- | -------- | ------------------- | -------- |
| Поразка   | 1. | 15 серпня 2010 | Новий Сад, Сербія F5 | Ґрунт    | Алдін Шеткич        | 1–6, 1–6 |
| Перемога  | 1. | 15 липня 2012  | Белград, Сербія F5   | Ґрунт    | Карлос Гомес-Еррера | 4–1 ret. |

#### Парний розряд 6 (5–1)
| Легенда           |
| ----------------- |
| Челленджери (0–0) |
| Ф'ючерси (5–1)    |

| Результат | #  | Дата              | Турнір               | Покриття | Партнер             | Суперники                    | Рахунок                |
| --------- | -- | ----------------- | -------------------- | -------- | ------------------- | ---------------------------- | ---------------------- |
| Перемога  | 1. | 14 липня 2012     | Белград, Сербія F5   | Ґрунт    | Меттью Шорт         | Боян Здравкович Штефан Мицов | 7–6(7–4), 7–5          |
| Перемога  | 2. | 18 серпня 2012    | Новий Сад, Сербія F9 | Ґрунт    | Карлос Гомес-Еррера | Мате Чутура Франьо Распудич  | 6–4, 6–3               |
| Перемога  | 3. | 13 липня 2013     | Белград, Сербія F4   | Ґрунт    | Меттью Шорт         | Іван Б'єлиця Матей Сабанов   | 6–4, 6–4               |
| Перемога  | 4. | 9 листопада 2013  | Іракліон, Греція F18 | Тверде   | Карлос Гомес-Еррера | Люк Бембрідж Олівер Голдінг  | 6–1, 6–7(3–6), [13–11] |
| Поразка   | 1. | 21 червня 2014    | Белград, Сербія F2   | Ґрунт    | Любомир Челебич     | Джейк Імс Ґевін Ван Пеперзіл | 2–6, 0–6               |
| Перемога  | 5. | 11 листопада 2017 | Іракліон, Греція F8  | Тверде   | Карлос Гомес-Еррера | Конор Берґ Мушеґ Гованісян   | 6–1, 6–2               |